# Sportsfreund Lötzsch
Sportsfreund Lötzsch ist ein deutscher Dokumentarfilm über den Chemnitzer Radsportler Wolfgang Lötzsch. Der Film von Sandra Prechtel und Sascha Hilpert wurde 2007 gedreht und kam am 17. Juli 2008 in die Kinos. Die Erstausstrahlung im Fernsehen fand am 6. Oktober 2008 auf Arte statt.

## Handlung
Der Film schildert die Lebensgeschichte des wahrscheinlich besten Radsportlers der DDR, der nur deshalb nicht zu internationalen Erfolgen kam, weil er nicht in die SED eintrat und Kritik äußerte. Er wollte immer den Radsport in den Vordergrund stellen und das Politische erst an zweiter Stelle kommen lassen. Mit dieser Einstellung wurde er aber zum Widerstandskämpfer in einem Staat, der seinen Bürgern notorisch misstraute.

## Hintergrund
Der Film enthält Interviews mit Lötzschs früherem Trainer Werner Marschner, seinem BSG-Betreuer Wolfgang Schoppe, seinen Freundinnen sowie dem für ihn verantwortlichen Stasi-Offizier Heinz Engelhardt.
Angeregt durch das Buch von Philipp Köster über Wolfgang Lötzsch begannen sich die beiden Regisseure für das Schicksal des Sportlers zu interessieren.

## Kritiken
„Obwohl der Film langsam und geduldig, lediglich aufgrund von Zeitzeugen und Dokumenten wie den Stasi-Berichten die Tragödie des Ausnahmesportlers schildert, bietet er aufwühlende und präzise Einblicke in ein rein auf Unterdrückung und Duckmäusertum setzendes System.“

„[…] dem Regieduo ist ein starker Film gelungen. Prechtel und Hilpert gelingt es nämlich, eine himmelschreiende Ungerechtigkeit der DDR zu beschreiben – ohne jedoch das Land zu dämonisieren.“

## Auszeichnungen
Der Film erhielt beim Internationalen Dokumentarfilmfestival in Leipzig den Publikumspreis.